# Gina Falckenberg
Gina Falckenberg nome d'arte di Anna Regina Falckenberg (Emmering, 14 settembre 1907 – Lucca, 12 febbraio 1996) è stata un'attrice, scrittrice e sceneggiatrice tedesca.

## Biografia
Debuttò al teatro nel 1927 presso il Münchner Kammerspiele, dove suo padre, Otto Falckenberg, era il direttore. Qui interpretò La ragazza Manuela di Christa Winsloe, e Risveglio di primavera. Dal 1930 apparve in varî teatri di Berlino, come il Theater am Schiffbauerdamm, il Kabarett der Komiker, il Volksbühne ed il Theater in der Behrenstraße. 
Nel 1932, Gina Falckenberg esordì al cinema, nel film Razzia in St. Pauli, dove interpretò subito il ruolo di protagonista. Prese parte a diverse pellicole, dove interpretò ruoli principali e secondari.
Nel 1939 incontrò il regista italiano Giulio Del Torre, che sposò a Roma. In Italia, lavorò per lo più in teatro e recitò in tre film, in uno dei quali, Anime in tumulto,  diretto dal marito, ebbe il ruolo di protagonista. 
A partire dagli anni cinquanta, la Falckenberg, abbandonò la carriera di attrice per dedicarsi alla scrittura (già iniziata negli anni trenta) e alla sceneggiatura, quest'ultima sia per il cinema italiano e tedesco. Visse fino alla morte nella sua tenuta italiana a Lucca.

## Filmografia parziale

### Attrice
- Razzia in St. Pauli, regia di Werner Hochbaum (1932)
- Ein Mann mit Herz , regia di Géza von Bolváry (1932)
- L'uomo invisibile attraverso la città (Ein Unsichtbarer geht durch die Stadt), regia di Harry Piel (1933)
- Ferien vom Ich, regia di Hans Deppe (1934)
- L'ultimo arrivato (Der Außenseiter), regia di Hans Deppe (1935)
- Zingaro barone (Zigeunerbaron), regia di Karl Hartl (1935)
- La donna del mio cuore (Liebesleute), regia di Erich Waschneck (1935)
- Die unmögliche Frau, regia di Johannes Meyer (1936)
- Boccaccio, regia di Herbert Maisch (1936)
- Ein Lied klagt an , regia di Georg Zoch (1936)
- La canzone del cuore (Die Stimme des Herzens), regia di Karl-Heinz Martin (1937)
- Ab Mitternacht, regia di Carl Hoffmann (1938)
- Anime in tumulto, regia di Giulio del Torre (1942)
- Gli uomini sono nemici, regia di Ettore Giannini (1948)
- Donne senza nome, regia di Géza von Radványi (1949)
- Il caimano del Piave, regia di Giorgio Bianchi (1951)

### Sceneggiatrice
- Mein Vater, der Schauspieler, regia di Robert Siodmak (1956)
- Vento di primavera, regia di Giulio Del Torre (1958)

## Opere
Gina Falckenberg scrisse 13 romanzi, due dei quali furono tradotti in lingua italiana:
- La grande menzogna; Milano, ed. Le Alpe (1944)
- Avventura senza fine; Milano, ed. Le Alpe (1945)